# Listă de comunități desemnate pentru recensământ din statul Alabama

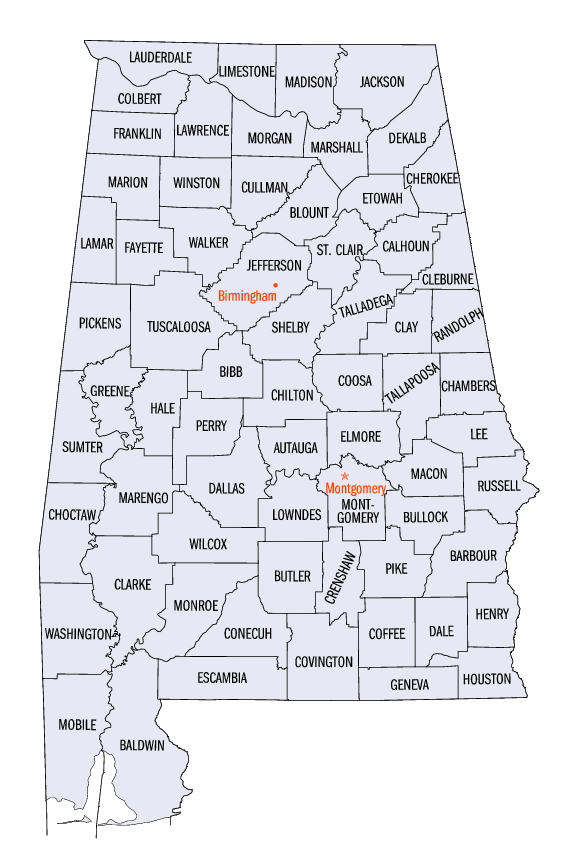
Harta celor 67 de comitate din statul din SUA

- Prezenta pagină este o listă de locuri desemnate pentru recensământ (CDP) - în engleză census designated places - din statul Alabama din Statele Unite ale Americii.

- Vedeți și Listă de municipalități din statul Alabama.
  - Vedeți și Listă de orașe din statul Alabama.
  - Vedeți și Listă de târguri din statul Alabama.
  - Vedeți și Listă de sate din statul Alabama.

respectiv
- Vedeți și Listă de comitate din statul Alabama.
- Vedeți și Listă de districte civile din statul Alabama.
- Vedeți și Listă de locuri desemnate pentru recensământ din statul Alabama.
- Vedeți și Listă de comunități neîncorporate din statul Alabama.
- Vedeți și Listă de localități din statul Alabama.
- Vedeți și Listă de localități dispărute din statul Alabama.
- Vedeți și Listă de rezervații amerindiene din statul Alabama.
- Vedeți și Listă de zone de teritoriu neorganizat din statul Alabama.

, Alabama|]], comitatul Etowah

## B
- Ballplay, comitatul Etowah
- Belgreen, comitatul Franklin
- Bristow Cove, comitatul Etowah

## C
- Carlisle-Rockledge, comitatul Etowah
- Coats Bend, comitatul Etowah
- Concord, comitatul Jefferson

## E
- East Point, comitatul Cullman
- Edgewater, comitatul Jefferson
- Egypt, comitatul Etowah

## F
- Forestdale, comitatul Jefferson
- Fort Rucker, comitatul Dale

## G
- Gallant, comitatul Etowah
- Grayson Valley, comitatul Jefferson

## H
- Hissop, comitatul Coosa
- Huguley, comitatul Flagler

## I
- Ivalee, comitatul Etowah

## J
- Joppa, comitatul Cullman

## L
- Lake Purdy, comitatul Shelby
- Lookout Mountain, comitatul Etowah

## M
- McDonald Chapel, comitatul Jefferson
- Meadowbrook, comitatul Shelby
- Minor, comitatul Jefferson
- Mount Olive, comitatele Coosa și Jefferson

## N
- New Union, comitatul Etowah

## R
- Ray, comitatul Coosa
- Rock Creek, comitatul Jefferson

## S
- Selmont-West Selmont, comitatul Dallas
- Smoke Rise, comitatul Blount
- Spruce Pine, comitatul Franklin
- Stewartville, comitatul Coosa

## T
- Tidmore Bend, comitatul Etowah

## X
- Weogufka, comitatul Coosa
- Whitesboro, comitatul Etowah

## Alte legături interne
- Categorie:Liste de orașe din Statele Unite după stat
- Categorie:Liste de târguri din Statele Unite după stat
- Categorie:Liste de districte civile din Statele Unite după stat
- Categorie:Liste de sate din Statele Unite după stat
- Categorie:Liste de comunități desemnate pentru recensământ din Statele Unite după stat
- Categorie:Liste de comunități neîncorporate din Statele Unite după stat
- Categorie:Liste de localități dispărute din Statele Unite după stat
- Categorie:Liste de rezervații amerindiene din Statele Unite după stat
- Categorie:Liste de zone de teritoriu neorganizat din Statele Unite după stat

și
- Listă de municipalități din statul Alabama
  - Listă de orașe din statul Alabama
  - Listă de târguri din statul Alabama
  - Listă de sate din statul Alabama

respectiv
- Listă de comitate din statul Alabama
- Listă de districte civile din statul Alabama
- Listă de locuri desemnate pentru recensământ din statul Alabama
- Listă de comunități neîncorporate din statul Alabama
- Listă de localități din statul Alabama
- Listă de localități dispărute din statul Alabama
- Listă de rezervații amerindiene din statul Alabama
- Listă de zone de teritoriu neorganizat din statul Alabama